# Anthony Hopkins
Philip Anthony Hopkins (Port Talbot, Gal·les, 31 de desembre de 1937) és un actor de cinema, teatre i televisió gal·lès, nacionalitzat estatunidenc (12 d'abril de 2000), conegut principalment per la seva interpretació del psicòpata caníbal Hannibal Lecter a les pel·lícules El silenci dels anyells, Hannibal i Red Dragon. Guardonat amb dos Premis Oscar a millor actor, pels seus papers a El silenci dels anyells (1991) i El Pare (The Father) (2020).

## Orígens i família
Va néixer a Malgram, un barri de la ciutat gal·lesa de Port Talbot, fill de Richard Arthur Hopkins i de Muriel Hopkins. La seva mare estava emparentada de lluny amb el poeta irlandès William Butler Yeats. La dislèxia li va dificultar els estudis i, per tant, va començar de ben jove a tenir més interès pel món de les arts, com dibuixar, pintar i tocar el piano. Tanmateix, els seus pares el van fer anar a la West Monmouth School de la ciutat de Pontypool (1949), on va estudiar durant cinc anys. Després va anar a la Cowbridge Grammar School.
Hopkins ha estat casat tres vegades. La seva primera dona va ser Petronella Barker, també actriu. Es van casar el 1967, i es van divorciar el 1972, després d'haver tingut una filla, Abigail Hopkins en 1968. La seva segona dona va ser Jennifer Lynton, amb la qual va estar casat des de 1973 fins al seu divorci en 2002, després de viure separats dos anys. Actualment està casat amb la colombiana Stella Aroyave, amb la qual es va casar el març del 2003.
Tot i haver-se fet mundialment famós per interpretar un sàdic caníbal, l'actor és un vegetarià convençut, i un alcohòlic que ha romàs sobri des de 1975. Va viure una temporada als Estats Units en la dècada de 1970, durant els quals va intentar debades fer carrera a Hollywood. El seu èxit li va valer ser anomenat cavaller per la reina Elisabet II del Regne Unit en 1993, es va instal·lat als Estats Units definitivament en la dècada de 1990, fet que li va costar el seu segon matrimoni, i va adoptar la nacionalitat nord-americana el 2000, havent de renunciar al títol de cavaller.

## Carrera dramàtica
Amb 15 anys, després d'una trobada amb el també actor gal·lès Richard Burton, que el va encoratjar a fer-se actor, es va decidir a dedicar-s'hi. Va estudiar al College of Music and Drama de Cardiff, on es va graduar el 1957. Després de dos anys a l'exèrcit, va anar a Londres, on va estudiar a la Reial Acadèmia d'Art Dramàtic. Després d'uns anys millorant el seu repertori, li va arribar la gran oportunitat quan Laurence Olivier el va proposar unir-se al Royal National Theatre on va tindre els seus primers papers importants. Quan Olivier va haver de deixar la representació de La dansa de la mort d'August Strindberg a causa d'una apendicitis, Hopkins va fer el seu paper ("com un gat amb un ratolí entre les dents" amb paraules del mateix Olivier).
La seva carrera cinematogràfica va començar amb la pel·lícula El lleó a l'hivern d'Anthony Harvey, on va coincidir amb Peter O'Toole i Katharine Hepburn, la qual el va animar a seguir fent d'actor. Va fer Equus de Peter Shaffer a Broadway, però l'avorriment de fer el mateix personatge durant molts dies el va dur a fer cine i televisió. Per a la pantalla petita va participar en adaptacions d'obres literàries com Guerra i pau (1972), Otel·lo (1981) i El geperut de Notre Dame (1982) i va fer personatges històrics als telefilms biogràfics: de Danton (Danton 1972), Yitshaq Rabín (Victory at Entebbe 1976), Hitler (The Bunker 1981) i Galeazzo Ciano (Mussolini: The Decline and Fall of Il Duce 1985).
Durant aquell temps va intervenir a pel·lícules de qualitat variable (vegeu més avall), però sense assolir la fama. Finalment aquesta li va arribar quan va acceptar donar vida a Hannibal Lecter, el psiquiatre psicòpata que ajuda una jove agent de l'FBI, interpretada per Jodie Foster a l'adaptació de la novel·la de Thomas Harris, El silenci dels anyells. El director Jonathan Demme el va triar personalment després que uns altres actors com Robert Duvall, Robert De Niro i Gene Hackman rebutgessin el paper. Tot i que la seva presència a la pantalla no dura més de 17 minuts, la seva interpretació va rebre aviat tota mena de lloances i guardons (entre ells l'Oscar al millor actor). Hopkins reprendria posteriorment el paper de Lecter a dues pel·lícules més: Hannibal i Red Dragon. L'èxit va fer augmentar les sol·licituds de directors i productors i li va permetre assentar-se com una estrella a Hollywood, estatus del qual encara avui gaudeix, i l'any següent va fer el paper d'Abraham Van Helsing a Dràcula de Bram Stoker de Francis Ford Coppola, i de Henry Wilcox a Retorn a Howards End.
Va representar el paper d'Odin, rei d'Asgard, a tres adaptacions de la sèrie de Marvel Comics de Thor, en 2011 a Thor, i les seqüeles de 2013 Thor: The Dark World, i de 2017, Thor: Ragnarok. In En 2016 i 2018 va protagonitzar la sèrie de televisió d'HBO Westworld, per la que va ser nominat al premi Emmy al millor actor.
En 2019 a The Two Popes Hopkins interpreta al papa Benet XVI que està pensant a dimitir després dels escàndols del Vaticà i els encobriments per mala conducta sexual mentre que Jonathan Pryce interpreta l’arquebisbe de Buenos Aires i el futur papa Francesc. Va guanyar el seu segon Oscar al millor actor per El pare en 2021, dirigida per Florian Zeller i coprotagonitzada per Olivia Colman, que va obtenir una gran rebuda després de la seva première mundial al Festival de Sundance 2020.

## Estil
Hopkins és conegut per la seva preparació per als papers. En entrevistes ha dit que un cop s'ha compromès amb un projecte, repassa les seves línies tantes vegades com fa falta fins que li sonin naturals, de manera que pugui "fer-ho sense pensar-ho". Això condueix a un estil de lliurament gairebé informal que desmenteix la quantitat de treballs previs realitzats prèviament. Tot i que pot permetre una improvisació acurada, també l’ha posat en conflicte amb algun que altre director que s'allunya del guió o exigeix el que l’actor veu com un nombre excessiu de preses. Hopkins ha afirmat que després d’acabar amb una escena, simplement descarta les línies, sense recordar-les més endavant. Això és diferent a d'altres que solen recordar les seves línies d'una pel·lícula, fins i tot anys després.
Lord Richard Attenborough, que va dirigir a Hopkins en cinc ocasions, es va trobar fent tot el possible durant el rodatge de Shadowlands per adaptar-se als diferents enfocaments de les seves dues estrelles (Hopkins i Debra Winger), que compartien moltes escenes. Mentre que Hopkins preferia l'espontaneïtat d'una nova presa i li agradava mantenir els assaigs al mínim, Winger assajava contínuament. Per permetre això, Attenborough va reemplaçar a Hopkins durant els assajos de Winger, i només el va portar per a l'últim abans d'una presa. El director va elogiar Hopkins per "aquesta extraordinària habilitat per fer-te creure quan ho escoltes que és la primera vegada que diu aquesta línia. És un regal increïble"
Reconegut per la seva capacitat per recordar el guió, Hopkins manté la memòria flexible aprenent coses de memòria com la poesia i Shakespeare. A Amistad de Steven Spielberg, Hopkins va sorprendre a la producció amb la seva memorització d'un discurs de set pàgines a la sala del tribunal, pronunciant-ho d'una vegada. Un Spielberg intimidat no es va atrevir a anomenar a Hopkins com a "Tony", i va insistir a dirigir-s'hi com Sir Anthony durant tot el rodatge.
Hopkins és molt conegut per realitzar papers de psicòpates, dements, abusius i antisocials.
També ha interpretat personatges històrics sent els expresidents dels Estats Units d'Amèrica John Quincy Adams i Richard Nixon. Al novel·lista C.S. Lewis, el polític David Lloyd George, al dictador Adolf Hitler, al cineasta Alfred Hitchcock i al papa Benet XVI.

## Filmografia
- The Lion in Winter (1968)
- Hamlet (1969)
- El jove Winston (Young Winston) (1972)
- Casa de nines (A Doll's House) (1973)
- Juggernaut (Juggernaut) (1974)
- Un pont massa llunyà (A Bridge Too Far) (1977)
- Les dues vides d'Audrey Rose (Audrey Rose) (1972)
- L'home elefant (The Elephant Man) (1980)
- The Bounty (1984)
- La carta final (84 Charing Cross Road) (1986)
- Desperate Hours (1990)
- El silenci dels anyells (The Silence of the Lambs) (1991)
- Retorn a Howards End (Howards End) (1991)
- Chaplin (1992)
- Dràcula de Bram Stoker (Bram Stoker's Dracula) (1992)
- El que queda del dia (The Remains of The Day) (1993)
- L'innocent (The Innocent) (1993)
- Shadowlands (1993)
- El balneari de Battle Creek (The Road to Wellville) (1994)
- Llegendes de passió (Legends of the Fall) (1994)
- Nixon (1995)
- Surviving Picasso (1996)
- Amistad (1997)
- The Edge (1997)
- La màscara del Zorro (The Mask of Zorro) (1998)
- Meet Joe Black (1998)
- Titus (1999)
- Instint (Instinct) (1999)
- Missió: Impossible II (Mission: Impossible II) (2000)
- Hannibal (2001)
- Cors a l'Atlàntida (Hearts in Atlantis) (2001)
- Red Dragon (2002)
- La taca humana (The Human Stain) (2003)
- Alexandre (Alexander) (2004)
- La veritat oculta (Proof) (2005)
- Burt Munro: Un somni, una llegenda (The World's Fastest Indian) (2005)
- Bobby (2006)
- Beowulf (2007)
- L'home llop (The Wolfman) (2010)
- Coneixeràs l'home dels teus somnis (You Will Meet a Tall Dark Stranger) (2010)
- El ritu (The Rite) (2011)
- Thor (2011)
- 360 (2011)
- Hitchcock (2012)
- Thor: The Dark World (2013)
- Red 2 (2013)
- Noah (2014)
- Solace (2014)
- El cas Heineken (Kidnapping Freddy Heineken) (2015)
- Blackway (2015)
- Misconduct (2016)
- Collide (2016)
- Transformers: The Last Knight (2017)
- Thor: Ragnarok (2017)
- The Two Popes (2019)
- Where Are You (2019)
- El pare (The Father) (2020)
- Elyse (2020)
- The Virtuoso (2021)
- Zero Contact (2021)
- Armageddon Time (2022)
- El fill (The Son) (2023)
- One Life (2022)
- Freud's Last Session (2023)
- Rebel Moon (2023)

## Premis i nominacions

### Premis
- 1976: Primetime Emmy al millor actor secundari en especial còmic o dramàtic per The Lindbergh Kidnapping Case
- 1981: Primetime Emmy al millor actor secundari en sèrie o especial per The Bunker
- 1992: Oscar al millor actor per El silenci dels anyells
- 1992: BAFTA al millor actor per El silenci dels anyells
- 1992: Premis Saturn al millor actor per El silenci dels anyells
- 1994: BAFTA al millor actor per Shadowlands
- 1998: Premi Donostia
- 2006: Premi Cecil B. DeMille
- 2008: BAFTA honorífic
- 2021: Oscar al millor actor per El Pare (The Father)[16]

### Nominacions
- 1969: BAFTA al millor actor secundari per The Lion in Winter
- 1979: Globus d'Or al millor actor dramàtic per Magic
- 1979: BAFTA al millor actor per Magic
- 1982: Primetime Emmy al millor actor secundari en sèrie o especial per The Hunchback of Notre Dame
- 1989: Globus d'Or al millor actor en minisèrie o telefilm per The Tenth Man
- 1990: Primetime Emmy al millor actor secundari en minisèrie o especial per Great Expectations
- 1992: Globus d'Or al millor actor dramàtic per El silenci dels anyells
- 1994: Oscar al millor actor per El que queda del dia
- 1994: Globus d'Or al millor actor dramàtic per El que queda del dia
- 1994: BAFTA al millor actor per El que queda del dia
- 1996: Oscar al millor actor per Nixon
- 1996: Globus d'Or al millor actor dramàtic per Nixon
- 1998: Oscar al millor actor secundari per Amistad
- 1998: Globus d'Or al millor actor secundari per Amistad